# Palubní funkce na lodích

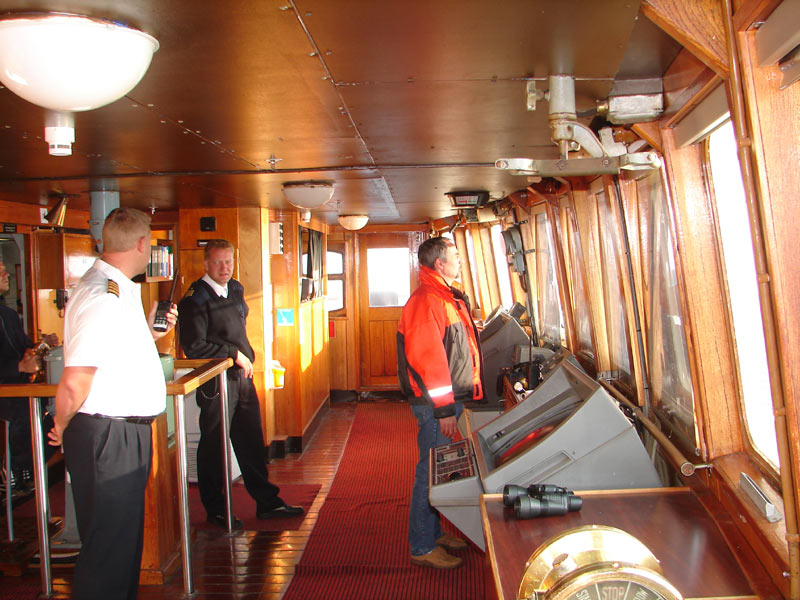
Kapitán, kormidelník a lodivod na palubě finské lodi MS Bore

Palubní funkce jsou označení pro členy posádky, které se používají na palubách obchodní či dopravní lodi. Ty určují postavení osoby v hierarchii posádky. Vrcholem této hierarchie je vždy kapitán lodi, tato funkce může mít různé názvy (velitel lodi, vůdce plavidla). Palubní funkce jsou používány i na válečných lodích, nesmějí se však zaměňovat s námořními hodnostmi. Například velitel lodi může mít nižší nebo vyšší hodnost než kapitán.
Struktura palubních funkcí a kvalifikace členů posádek pro jednotlivé palubní funkce vychází z mezinárodních předpisů, zejména z Úmluvy OSN o mořském právu (UNCLOS) a Mezinárodní úmluvy o normách výcviku, kvalifikace a strážní služby námořníků (STCW).

## V českém právu

### Námořní plavba

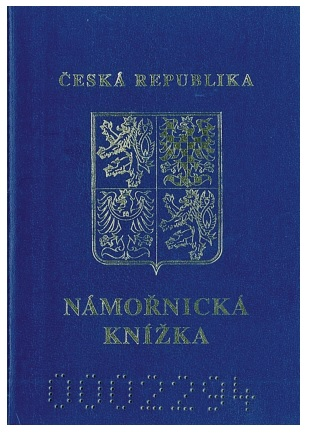
Námořnická knížka, doklad každého člena posádky, v němž je uvedena současná i předešlé palubní funkce

Na lodích plujících pod vlajkou České republiky se palubní funkce řídí zákonem o námořní plavbě, který rozlišuje námořní loď a námořní jachtu. V případě námořní jachty nejsou zákonem specifické funkce předepsány, její posádku tak tvoří velitel a členové mužstva. V případě námořní lodě tvoří velitel lodi (kapitán), důstojníci a lodní mužstvo, které tvoří členové strážní služby a pomocný personál. Kapitána do funkce jmenuje a z ní odvolává provozovatel plavidla. Důstojníci a ostatní členové posádky lodě jsou do jednotlivých funkcí naloďováni na základě pracovní smlouvy s provozovatelem lodě. Posádka se z hlediska řízení člení na tři úrovně, a to velitelskou, provozní a pomocnou. Prováděcí předpisy posádku organizačně dělí na palubní oddělení, navigační strážní službu, strojní oddělení a hospodářské oddělení.
| Složka posádky | Úroveň     | Funkce                           |
| -------------- | ---------- | -------------------------------- |
| velitel lodi   | velitelská | kapitán                          |
| důstojníci     | velitelská | první palubní důstojník          |
| důstojníci     | velitelská | první strojní důstojník          |
| důstojníci     | velitelská | druhý strojní důstojník          |
| důstojníci     | provozní   | palubní důstojník strážní služby |
| důstojníci     | provozní   | strojní důstojník strážní služby |
| důstojníci     | provozní   | radiodůstojník                   |
| důstojníci     | provozní   | elektrodůstojník                 |
| mužstvo        | pomocná    | členové strážní služby           |
| mužstvo        | -          | pomocný personál                 |

### Vnitrozemská plavba

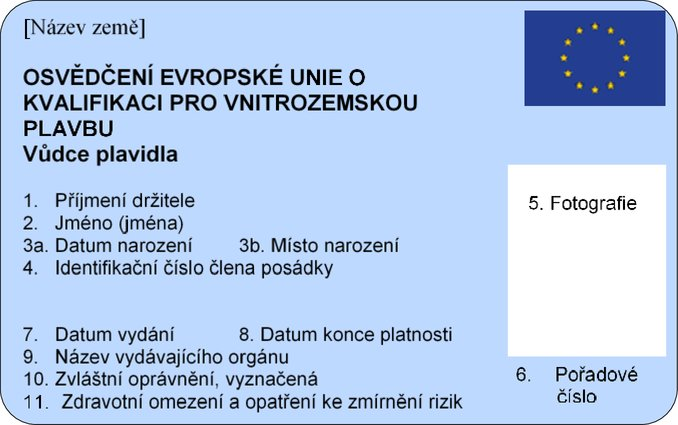
Vzor průkazu Vůdce plavidla

Na lodích na území České republiky se palubní funkce řídí zákonem o vnitrozemské plavbě. Podle něj posádku plavidla tvoří její členové na jednotlivých úrovních obsluhy, jmenovitě:
| Úroveň   | Funkce               |
| -------- | -------------------- |
| řídící   | vůdce plavidla       |
| provozní | kormidelník          |
| provozní | kvalifikovaný lodník |
| provozní | lodník               |
| vstupní  | pomocný lodník       |
| vstupní  | plavčík              |

## Další země

### Spojené státy americké

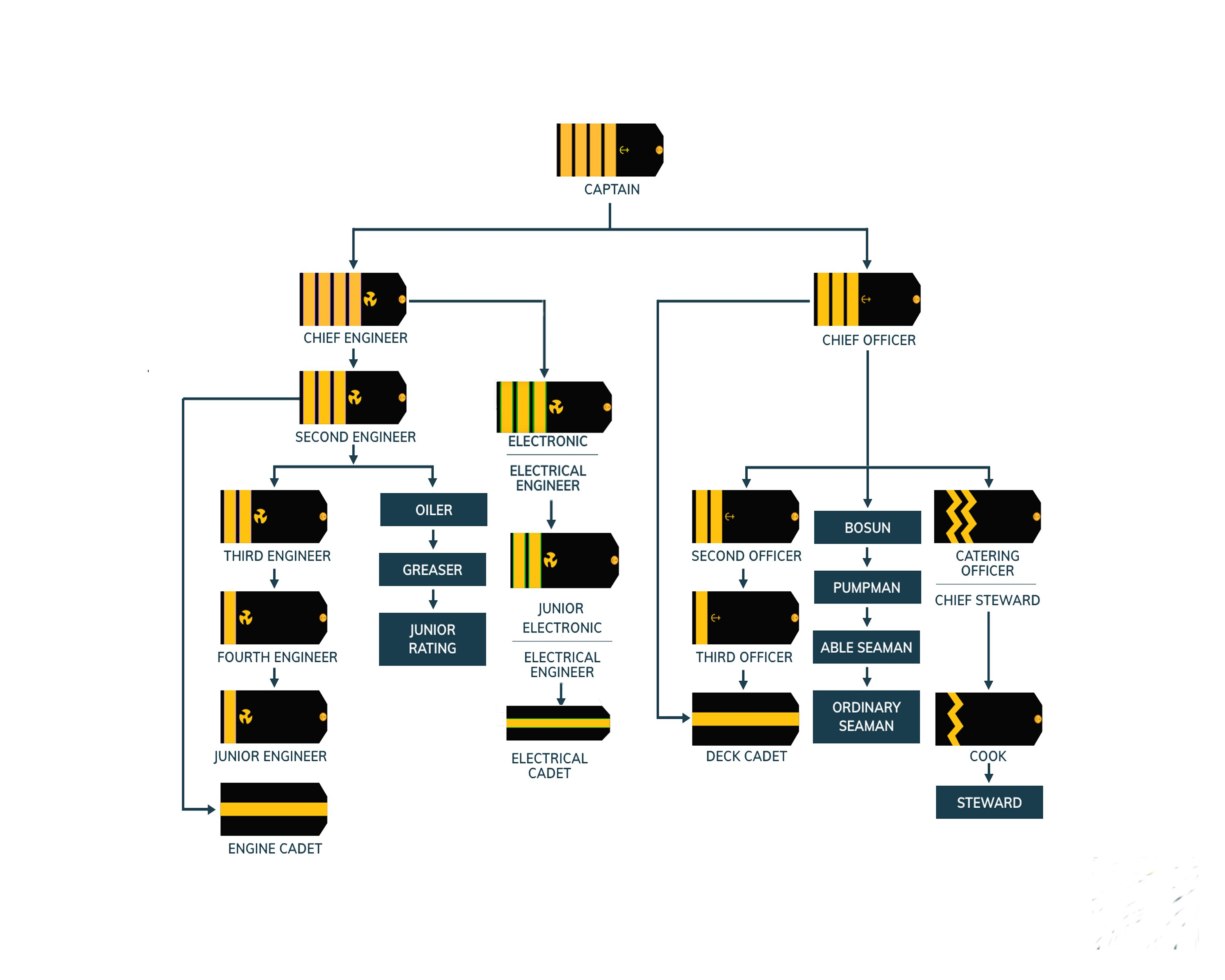
Schéma hierarchie posádky a označení palubních funkcí

V USA jsou federálním zákonem stanoveny důstojnické funkce používané obchodním loďstvem. Rovněž je posádka dělena na palubní oddělení (Deck department) a strojní oddělení (Engine department).
| Level (Úroveň)                       | Function                                  | Český ekvivalent                 |
| ------------------------------------ | ----------------------------------------- | -------------------------------- |
| Management level (velitelská úroveň) | Master                                    | kapitán                          |
| Management level (velitelská úroveň) | Chief Mate                                | první palubní důstojník          |
| Management level (velitelská úroveň) | Chief Engineer Officer                    | první strojní důstojník          |
| Management level (velitelská úroveň) | Second Engineer Officer                   | druhý strojní důstojník          |
| Operational level (provozní úroveň)  | Officer in Charge of a Navigational Watch | palubní důstojník strážní služby |
| Operational level (provozní úroveň)  | Officer in Charge of a Engineering Watch  | strojní důstojník strážní služby |
| Operational level (provozní úroveň)  | Radio Ooperator                           | radiodůstojník                   |
| Operational level (provozní úroveň)  | Designated Duty Engineer                  | elektrodůstojník                 |

Vedle těchto funkcí jsou zákonem rovněž definovány tzv. národní kvalifikační doložky pro důstojníky (anglicky National officer endorsements) a mužstvo (anglicky National rating endorsements). Tyto doložky potvrzují odbornou způsobilost držitele MMC k výkonu konkrétní funkce na palubě plavidla.
| Officers (důstojníci) | Officers (důstojníci) | Officers (důstojníci) | Ratings (mužstvo) |
| --- | --- | --- | --- |
| - Master - Chief Mate - Second Mate - Third Mate - Mate - Master of Towing Vessels - Master of Towing Vessels-Limited - Mate (Pilot) of Towing Vessels - Apprentice Mate of Towing Vessels - Apprentice Mate of Towing Vessels-Limited - Assistance Towing - Offshore Installation Manager (OIM) - Barge Supervisor (BS) - Ballast Control Operator (BCO) - Operator of Uninspected Passenger Vessels (OUPV) - Master of Uninspected Fishing Industry Vessels - Mate of Uninspected Fishing Industry Vessels - Master-OSV - Chief Mate-OSV - Mate-OSV | - Chief Engineer - Chief Engineer-Limited - First Assistant Engineer - Second Assistant Engineer - Third Assistant Engineer - Assistant Engineer-Limited - Designated Duty Engineer (DDE) - Chief Engineer-OSV - Assistant Engineer-OSV - Chief Engineer-MODU - Assistant Engineer-MODU - Chief Engineer Uninspected Fishing Industry Vessels - Assistant Engineer Uninspected Fishing Industry Vessels - Radio Officer | - First-Class Pilot - Chief Purser - Purser - Senior Assistant Purser - Junior Assistant Purser - Medical Doctor - Professional Nurse - Marine Physician Assistant - Medical Technician - High-Speed Craft Type Rating (HSC) - Radar Observer | - Able Seafarer, - Ordinary Seafarer - Qualified Member of the Engine Department (QMED), se specializacemi: - Lifeboat Operator - Lifeboat Operator-Limited - Wiper - Steward's Department - Steward's Department Food Handler (F.H.) - Cadet (Deck or Engine) - Student Observer - Apprentice Engineer - Apprentice Mate |

### Polsko
V Polsku jsou vyhláškou ministerstva dopravy stanovené palubní funkce, stejně jako rozdělení na palubní oddělení (Dział pokładowy) a strojní oddělení (Dział maszynowy).
| Poziom (Úroveň)                        | Funkcja                            | Funkcja                  | Český ekvivalent                 | Český ekvivalent                 |
| Poziom (Úroveň)                        | Dział pokładowy                    | Dział maszynowy          | Palubní oddělení                 | Strojní oddělení                 |
| -------------------------------------- | ---------------------------------- | ------------------------ | -------------------------------- | -------------------------------- |
| poziom zarządzania (velitelská úroveň) | kapitan                            | starszy oficer mechanik  | kapitán                          | první strojní důstojník          |
| poziom zarządzania (velitelská úroveň) | starszy oficer pokładowy           | II oficer mechanik       | první palubní důstojník          | druhý strojní důstojník          |
| poziom operacyjny (provozní úroveň)    | oficer wachtowy                    | oficer mechanik wachtowy | palubní důstojník strážní služby | strojní důstojník strážní služby |
| poziom pomocniczy (pomocná úroveň)     | marynarz wachtowy starszy marynarz | motorzysta wachtowy      | člen strážní služby              | člen strážní služby              |

## Funkční označení
Funkční označení na uniformách (v podobě nárameníků nebo prýmků) není stejně jako v případě letectva žádným předpisem stanovené, zpravidla používají plavební společnosti tento systém:
| Funkce                                   | Funkce                           |
| Palubní oddělení                         | Strojní oddělení                 |
| ---------------------------------------- | -------------------------------- |
|                                          |                                  |
| velitel lodi/ kapitán                    | první strojní důstojník          |
| Master/ Captain                          | Chief Engineer                   |
|                                          |                                  |
| první palubní důstojník                  | druhý strojní důstojník          |
| Chief Officer/ First Officer/ First Mate | Second Engineer                  |
|                                          |                                  |
| palubní důstojník strážní služby         | strojní důstojník strážní služby |
| Second officer/ Second Mate              | Third Engineer                   |
|                                          |                                  |
| Další důstojníci                         |                                  |

Příslušníci palubního oddělení mají pruhy doplněny odznakem kotvy a příslušníci strojního oddělení odznakem lodního šroubu.